# انگل اجباری
انگل اجباری (به انگلیسی: Obligate parasite)، انگلی است که نمی‌تواند چرخه زندگی خود را بدون بهره‌برداری از یک میزبان مناسب کامل کند. اگر انگل اجباری نتواند میزبانی به‌دست‌آورد، در تولید مثل ناموفق خواهد بود.
در مقابل، انگل‌های اختیاری می‌توانند به عنوان یک انگل عمل کنند اما برای ادامه چرخه زندگی خود به میزبان خود، متکی هستند.
برای انگل‌های اجباری، سلامتی میزبان خود اهمیت دارد. چون میزبان، نیازهای تغذیه‌ای و تولیدمثلی انگل را تأمین می‌کند. انگل‌ها معمولاً میزبان خود را از بین نمی‌برند مگر در مواردی که مرگ میزبان برای تکمیل چرخهٔ زندگی انگل، لازم باشد.

## گونه‌ها
طیف وسیعی از ارگانیسم‌ها به عنوان مثال ویروس‌ها، باکتری‌ها، قارچ‌ها، گیاهان انگل و جانوران زندگی انگلی دارند و آن‌ها بدون گذراندن حداقل یک مرحله انگلی در بدن میزبان، قادر به تکمیل چرخهٔ زندگی خود نیستند.
ویروس‌ها تنها با استفاده از منابع موجود در سلول‌های زنده، قادر به تکثیر هستند؛ بنابراین، ویروس‌ها با عنوان انگل‌های اجبار درون‌سلولی شناخته می‌شوند.

## مکان انگل‌ها در بدن میزبان

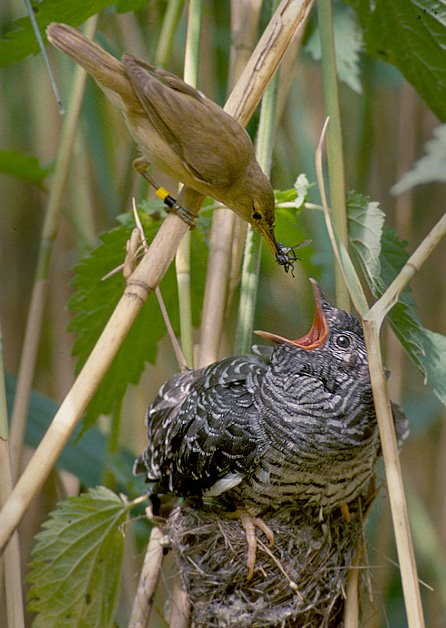
جوجهٔ فاخته در آشیانهٔ یک سسک نیزار. سسک نیزار یکی از پرندگانی است که فاخته در آشیانه‌اش تخم می‌گذارد. کاری که جوجه‌گذاری انگلی یا بچه‌داری سربار نام دارد.

انگل‌ها در نقاط مختلفی از بدن میزبان زندگی می‌کنند. کنه‌ها، انگل خارجی یا اکتوپارازیت هستند و در خارج از بدن میزبان زندگی می‌کنند. در مقابل، کپلک‌ها، انگل داخلی یا اِندوپارازیت هستند و در داخل بدن میزبان ساکن هستند. برخی از گونه‌ها نیز مانند کوکوها، با تخم‌گذاری در آشیانهٔ سایر پرندگان، جوجهٔ خود را پرورش می‌دهند. این نوع از رابطهٔ انگل و میزبان، جوجه‌گذاری انگلی نام دارد.